# Pholioxenus endroedyi
Pholioxenus endroedyi är en skalbaggsart som beskrevs av Vienna 1988. Pholioxenus endroedyi ingår i släktet Pholioxenus och familjen stumpbaggar. Inga underarter finns listade i Catalogue of Life.